# Ягол
Ягол (на македонска литературна норма: Јагол; на албански: Jagolli) е село в Северна Македония, община Кичево.

## География
Селото е разположено в областта Горно Кичево в западните поли на Добра вода.

## История
Според „Кичево в миналото си и сега“ Ягол е заселено от арнаути дошли от Полога в XVIII век.
Според османски документи, през 1747 – 1748 година жителите на Букойчани водят съдебни дела срещу жителите и спахията на селата Ягол и Стрегомище (Горно и Долно Строгомище), които завладели пасищата на Букойчани.
В XIX век Ягол е село в Кичевска каза на Османската империя. Църквата „Свети Никола“ е от 1848 година. В „Етнография на вилаетите Адрианопол, Монастир и Салоника“, издадена в Константинопол в 1878 година и отразяваща статистиката на населението от 1873 година, Ягол (Yagol) е посочено като село с 43 домакинства със 100 жители мюсюлмани и 64 българи.
Според статистиката на Васил Кънчов („Македония. Етнография и статистика“) към 1900 година в Ягол живеят 160 българи християни и 110 арнаути мохамедани.
На Етнографската карта на Битолския вилает на Картографския институт в София от 1901 година Ягол е смесено село българи, помаци и албанци в Кичевската каза на Битолския санджак с 35 къщи.
Според митрополит Поликарп Дебърски и Велешки в 1904 година в Ягол има 2 сръбски къщи. По данни на секретаря на Българската екзархия Димитър Мишев („La Macédoine et sa Population Chrétienne“) в 1905 година в Ягол има 160 българи екзархисти и в селото функционира българско училище.
Статистика, изготвена от кичевския училищен инспектор Кръстю Димчев през лятото на 1909 година, дава следните данни за християнската (екзархийската) част от населението на Ягол:
| Домакинства | Гурбетчии | Грамотни | Грамотни | Грамотни | Неграмотни | Неграмотни | Неграмотни |
| Домакинства | Гурбетчии | мъже     | жени     | общо     | мъже       | жени       | общо       |
| ----------- | --------- | -------- | -------- | -------- | ---------- | ---------- | ---------- |
| 15          | 27        | 31       | 13       | 44       | 26         | 36         | 62         |

При избухването на Балканската война в 1912 година 3 души от Ягол са доброволци в Македоно-одринското опълчение.
След Междусъюзническата война в 1913 година селото попада в Сърбия.
На етническата си карта на Северозападна Македония в 1929 година Афанасий Селишчев отбелязва Ягол като смесено българо-албанско село.
Според преброяването от 2002 година селото има 406 жители.
| Националност | Всичко |
| македонци    | 4      |
| албанци      | 399    |
| турци        | 0      |
| роми         | 0      |
| власи        | 0      |
| сърби        | 0      |
| бошняци      | 0      |
| други        | 3      |

От 1996 до 2013 година селото е част от Община Осломей.

## Личности
Родени в Ягол
- Велко, свещеник, деец на сръбската пропаганда в 1911 година, с месечна сръбска заплата две и половина лири[13]
- Михаил Янев Петров (1884 - ?), български инженер, завършил строително инженерство в Гент в 1911 г.[14]
- Никодим Йосифов, македоно-одрински опълченец, 4 рота на 5 одринска дружина[15]
- Нанчо Стамов, македоно-одрински опълченец, 4 рота на 5 одринска дружина[16]
- Китан Стоянов, македоно-одрински опълченец, 1 рота на 4 битолска дружина[17]